# Theo van der Leeuw
Theo van der Leeuw (Echt, 9 april 1949) is een in Nederlands voormalig wielrenner. 
Westdorp reed in 1973 de Ronde van Frankrijk waar hij beslag legde op de zeventigste plaats in het eindklassement. Hij heeft datzelfde jaar deelgenomen aan de Wereldkampioenschappen wielrennen, maar wist deze wedstrijd niet uit te rijden.

## Palmares
1972
7e etappe Olympia's Tour
1973
Langemark

## Resultaten in voornaamste wedstrijden
| Jaar | Ronde van Italië | Ronde van Frankrijk | Ronde van Spanje |
| ---- | ---------------- | ------------------- | ---------------- |
| 1973 |                  | 70e                 |                  |

| Jaar |  | WK op de weg |
| ---- |  | ------------ |
| 1973 |  | opgave       |